# Asprocottus intermedius
Asprocottus intermedius, vrsta škarpinki (Scorpaeniformes) iz porodice Abyssocottidae, endem u Bajkalskom jezeru u Rusiji.
Živi na dubinama od 200 do 800 metara. Naraste od 5,2 - 7 centimetara dužine. Na ruskom jeziku naziva se Полуголая широколобка